# Andreas Plank
Andreas Plank (1356 Waldviertel (vermoedelijk) - 9 juni 1434 in Wenen) was pastoor in verschillende parochies in het hertogdom Oostenrijk. Vanaf 1411 was hij kanselier in dienst van hertog Albrecht IV van Oostenrijk en zijn opvolger Albrecht V. Plank leerde van 1407–1411 aan de Universiteit van Padua, waar hij beïnvloed werd door het humanisme. Albrecht V werd door Plank in deze traditie opgevoed. Als kanselier zette Plank zich in voor kloosterhervormingen.